# Diamond Jenness
Diamond Jenness (10 de febrero de 1886, Wellington, Nueva Zelanda – 29 de noviembre de 1969) fue un antropólogo canadiense.
Se graduó en la Universidad de Nueva Zelanda y en la Universidad de Oxford. Lideró una expedición antropológica de la Universidad de Oxford a Nueva Guinea en 1911-1912, antes de ser contratado como etnólogo para la Expedición Ártica Canadiense de 1913 - 1916. Navegó a bordo del Karluk junto a Vilhjalmur Stefansson.
Tras esta expedición se alistó en el Cuerpo de Artillería canadiense, con el cual luchó en la Segunda Guerra Mundial. Una vez finalizada, se afincó en Ottawa y se convirtió en ciudadano canadiense. Trabajó en el Museo Nacional de Canadá, a cargo de la sección de antropología. En 1962, Jenness fue condecorado con la Medalla Massey por la Real Sociedad Geográfica Canadiense. En 1968, fue nombrado miembro de la Orden de Canadá. A lo largo de su vida, y también tras su muerte, recibió diversos honores.
Jenness produjo un gran número de publicaciones, entre las cuales están The Indians of Canada, Dawn in Arctic Alaska, y The People of the Twilight.